# آنا ماريا بوراس
آنا ماريا بوراس (بالإسبانية: Ana María Porras) هي متسابقة سباعي ‏ كوستاريكية، ولدت في 21 سبتمبر 1991.

## وصلات خارجية
- آنا ماريا بوراس على موقع الاتحاد الدولي لألعاب القوى (الإنجليزية)